# Гардін (округ, Техас)
Шаблон:StateAbbr_ 30°20′ пн. ш. 94°23′ зх. д. / 30.34° пн. ш. 94.39° зх. д.
Округ Гардін (англ. Hardin County) — округ (графство) у штаті Техас, США. Ідентифікатор округу 48199.

## Історія
Округ утворений 1858 року.

## Демографія
За даними перепису 2000 року загальне населення округу становило 48073 осіб, зокрема міського населення було 20716, а сільського — 27357. Серед мешканців округу чоловіків було 23630, а жінок — 24443. В окрузі було 17805 домогосподарств, 13644 родин, які мешкали в 19836 будинках. Середній розмір родини становив 3,09.
Віковий розподіл населення поданий у таблиці:
| Стать    | До 15 років | 15-21 | 22-29 | 30-39 | 40-49 | 50-65 | 65-85 | Понад 85 |
| -------- | ----------- | ----- | ----- | ----- | ----- | ----- | ----- | -------- |
| Чоловіки | 5635        | 2634  | 2115  | 3301  | 3736  | 3739  | 2299  | 171      |
| Жінки    | 5182        | 2474  | 2228  | 3545  | 3779  | 3841  | 2967  | 427      |

## Суміжні округи
- Тайлер — північ
- Джеспер — схід
- Орандж — південний схід
- Джефферсон — південь
- Ліберті — південний захід
- Полк — північний захід

## Виноски
1. ↑  U.S. Decennial Census. United States Census Bureau. Архів оригіналу за 12 травня 2015. Процитовано 28 квітня 2015.
2. ↑  Texas Almanac: Population History of Counties from 1850–2010 (PDF). Texas Almanac. Архів оригіналу (PDF) за 26 лютого 2015. Процитовано 28 квітня 2015.
3. ↑  State & County QuickFacts. United States Census Bureau. Архів оригіналу за 18 жовтня 2011. Процитовано 17 грудня 2013.(англ.) Наведено за англійською вікіпедією.
4. ↑  American FactFinder. Бюро перепису населення США. Архів оригіналу за 21 травня 2008. Процитовано 31 січня 2008.

| США | Це незавершена стаття з географії США. Ви можете допомогти проєкту, виправивши або дописавши її. |